# Sara Baras
Sara Pereyra Baras (San Fernando, Cadis, 25 d'abril de 1971), més coneguda com a Sara Baras, és una ballarina, coreògrafa i directora de la seva pròpia companyia de ball flamenc, Ballet Flamenco Sara Baras.

## Biografia
Sara Baras va començar a estudiar flamenc als vuits anys, a l'escola de la seva mare Concha Baras, i als quinze anys va participar per primera vegada en un espectacle de flamenc. Als divuit anys, el 1990, va entrar a la companyia de dansa de Manuel Morao i ja va obtenir el premi Gente Joven d'un concurs que Televisió Espanyola (TVE) atorgava als joves talents. L'any 1993 va obtenir el premi Madroño Flamenco de Sevilla, atorgat a l'artista de flamenc amb més talent de l'any. L'any 1994 va fer la seva primera gira per Europa, amb el cantant Enrique Morente i la companyia de Paco Peña, i l'any següent va fer una ampliada a Àsia, on va actuar sis mesos a països com Japó, Corea i Xina. Actualment la seva mànager és Rosa Lagarrigue.
El 1996 participa en l'espectacle Mujeres de Merche Esmeralda i fa el paper femení protagonista a l'espectacle Gitano, amb Antonio Canales. Aquests espectacles de gran èxit van donar una enorme popularitat a la ballarina a tot Espanya, cosa que li va permetre, l'any següent, poder fundar la seva pròpia companyia de ball.
L'any 1997 crea la companyia de ball Ballet Flamenco Sara Baras, amb set ballarines i set músics, i a la qual ella també balla; i l'abril de 1998 realitza amb ella la seva primera coreografia, Sensaciones, que va representar a Múrcia, Madrid i Barcelona. Des d'aleshores es van succeir altres espectacles, com Cádiz. La isla, Sueños i Mariana Pineda. Va alternar la feina a la seva companyia amb col·laboracions a la televisió, com presentar el programa Algo más que flamenco emès a la cadena espanyola La 2; i al cinema, com per exemple a la pel·lícula Iberia, de Carlos Saura; i també balla a concerts d'artistes com Chavela Vargas.
El 2003 va obtenir el Premi Nacional de Dansa. L'any 2010 anuncià la seva retirada durant 2 anys per poder ser mare.
- Sueños, 1999.
- Juana la loca, 2000, galardonado con tres premios Max.
- Mariana Pineda, 2002
- Sabores, 2005
- Carmen, 2007
- Esencia, 2009
- La Pepa, 2013
- Medusa, 2014
- Voces, 2015

## Espectacles de la seva companyia
De moment, Sara Baras ha ballat a tots els espectacles de la seva companyia, el Ballet Flamenco Sara Baras, la majoria dels quals, a més, ha coreografiat i dirigit. Aquests espectacles són els següents:

### Sueños
Sueños és un espectacle estrenat l'any 1999 i que va comptar amb un ballarí, José Serrano, com a artista convidat. Va ser gravat en DVD, al Gran Teatro Falla de Càdis, i se n'ha publicat un llibre de fotografies, preses per Peter Müller

### Juana, la loca
Juana, la loca és un espectacle que va estrenar l'any 2000 i que té un argument, inspirat en la vida de Joana I de Castella, apodada la Boja. Baras va idear la coreografia, va escollir la música de Jesús del Rosario i va contractar Luis Olmos per a dirigir l'obra, que va guanyar tres premis Max.

### Mariana Pineda
Mariana Pineda és un espectacle estrenat a Sevilla, l'any 2002 i que va estar representat durant dos mesos a Barcelona. Està inspirat en la figura de Mariana Pineda i, junt amb Juana, la loca i Carmen, formarà una trilogia d'espectacles dedicats a "dones de caràcter fort", segons les paraules de Baras. La música original era de Manolo Sanlúcar i la direcció va córrer al càrrec de Lluis Pasqual. Va estar gravat en directe al teatre Calderón de Madrid per a la seva venda en DVD.

### Sabores
Sabores és un espectacle estrenat l'any 2005. A diferència dels dos anteriors, aquest no té cap argument que expliqui una història sinó que mostra un recorregut pels diferents pals del flamenc, especial sobretot per a representar fora d'Espanya. Va estar gravat en DVD i al cap de dos mesos de la seva posada en venda va esdevenir disc d'or.

### Carmen
Carmen és el tercer espectacle amb argument i dedicat a una dona que coreografia i protagonitza Sara Baras amb la seva companyia. Va estrenar-se al Liceu de Barcelona, l'any 2007. Aquest cop, a més, Baras va dirigir l'espectacle, i també va dissenyar la il·luminació, l'escenografia i part del vestuari, això darrer amb la col·laboració de la dissenyadora madrilenya Sybilla. Joan Valent va dirigir l'Orquestra de l'Acadèmia del Liceu, i a més van intervenir altres músics invitats, com per exemple Paco de Lucía. Luis Ortega fa el paper de Don José i José Serrano fa del torer.

### A propòsit de Sara
A propòsit de Sara (A propos de Sara, A propósito de Sara, etc. segons on actui) és un espectacle sense argument, estrenat l'any 2009, i al qual fa una selecció de diferents números de ball de cada un dels nou espectacles fets amb la seva companyia. Hi balla diferents pals de flamenc: farruca, seguidilla, soleares, martinete, fandango, alegría, etc.

## Premis i distincions
- 1989: Primer Premi Gente Joven de TVE
- 1993: Premi Madroño Flamenco de Motellano, Sevilla
- 2002: Premio Nacional de Danza
- 2002: Premi Max de les Arts Escèniques a les categories: Millor intèrpret femenina de dansa, Millor espectacle de dansa i Millor coreografia, per Juana, la loca
- 2004: Medalla d'Or d'Andalusia
- 2005: Premio Corazón de Oro per la Fundació Espanyola del Cor
- 2006: Premi Teatre al millor espectacle de l'any per Sabores
- 2006: Premi Creatividad de la Comunitat Autònoma de Madrid
- 2007: Medalla d'Argent de l'ajuntament de Saragossa
- 2007: Premi a la Identidad Isleña de la ciutat de San Fernando (Cadis)
- 2007: Premi Flamenco hoy a la millor bailaora de l'any
- 2007: Premi Puerta de Andalucía